# Krépin Diatta
Krépin Diatta (Dakar, 25 febbraio 1999) è un calciatore senegalese, attaccante del Monaco e della nazionale senegalese.

## Carriera

### Club
Il 26 febbraio 2017, i norvegesi del Sarpsborg 08 hanno reso noto sul loro sito internet d'aver tesserato Diatta, proveniente dalla Oslo Football Academy, col giocatore che si è legato al nuovo club con un contratto quadriennale.
In virtù delle prestazioni conseguite nel campionato 2017, è stato candidato al titolo di giocatore rivelazione della stagione. Il 27 novembre si è aggiudicato questo riconoscimento.
Il 3 gennaio 2018 è stato ufficialmente ceduto ai belgi del Club Bruges, a cui si è legato con un contratto valido fino al 30 giugno 2022.
Il 21 gennaio 2021 viene acquistato dal Monaco, con cui firma un quinquennale.

### Nazionale
Diatta ha rappresentato il Senegal under 20. È stato convocato per la Coppa delle Nazioni Africane di categoria del 2017. Dopo aver giocato – e segnato una rete – nell'amichevole di preparazione contro il Gambia, in data 27 febbraio è stato impiegato da titolare nella prima partita della manifestazione, contro il Sudan. Il 2 marzo ha trovato la prima rete nel torneo, sancendo il successo per 4-3 contro il Sudafrica. Il Senegal è arrivato fino alla finale della competizione, per poi arrendersi allo Zambia: in virtù delle sue prestazioni, Diatta è stato inserito nella squadra del torneo.

## Statistiche

### Presenze e reti nei club
Statistiche aggiornate al 13 maggio 2025.
| Stagione           | Club               | Campionato         | Campionato | Campionato | Coppe nazionali | Coppe nazionali | Coppe nazionali | Coppe continentali | Coppe continentali | Coppe continentali | Supercoppe | Supercoppe | Supercoppe | Totale | Totale |
| Stagione           | Club               | Comp               | Pres       | Reti       | Comp            | Pres            | Reti            | Comp               | Pres               | Reti               | Comp       | Pres       | Reti       | Pres   | Reti   |
| ------------------ | ------------------ | ------------------ | ---------- | ---------- | --------------- | --------------- | --------------- | ------------------ | ------------------ | ------------------ | ---------- | ---------- | ---------- | ------ | ------ |
| 2017               | Sarpsborg 08       | ES                 | 22         | 3          | CN              | 5               | 5               | -                  | -                  | -                  | -          | -          | -          | 27     | 8      |
| gen.-giu. 2018     | Club Bruges        | PL                 | 8          | 0          | CB              | 0               | 0               | UCL+UEL            | 0                  | 0                  | -          | -          | -          | 8      | 0      |
| 2018-2019          | Club Bruges        | PL                 | 23         | 2          | CB              | 0               | 0               | UCL+UEL            | 2+2                | 0                  | SB         | 1          | 0          | 28     | 2      |
| 2019-2020          | Club Bruges        | PL                 | 22         | 6          | CB              | 4               | 1               | UCL+UEL            | 8+1                | 1+0                | -          | -          | -          | 35     | 8      |
| 2020-gen. 2021     | Club Bruges        | D1                 | 19         | 10         | CB              | 0               | 0               | UCL                | 5                  | 0                  | -          | -          | -          | 24     | 10     |
| Totale Club Bruges | Totale Club Bruges | Totale Club Bruges | 72         | 18         |                 | 4               | 1               |                    | 18                 | 1                  |            | 1          | 0          | 95     | 20     |
| gen.-giu. 2021     | Monaco             | L1                 | 12         | 1          | CF              | 4               | 0               | -                  | -                  | -                  | -          | -          | -          | 16     | 1      |
| 2021-2022          | Monaco             | L1                 | 8          | 1          | CF              | 0               | 0               | UCL                | 2+3                | 0+1                | -          | -          | -          | 13     | 2      |
| 2022-2023          | Monaco             | L1                 | 31         | 4          | CF              | 1               | 0               | UCL+UEL            | 2+8                | 0+1                | -          | -          | -          | 42     | 5      |
| 2023-2024          | Monaco             | L1                 | 26         | 0          | CF              | 0               | 0               | -                  | -                  | -                  | -          | -          | -          | 26     | 0      |
| 2024-2025          | Monaco             | L1                 | 18         | 0          | CF              | 1               | 0               | UCL                | 4                  | 0                  | SF         | 0          | 0          | 23     | 0      |
| Totale Monaco      | Totale Monaco      | Totale Monaco      | 95         | 6          |                 | 6               | 0               |                    | 19                 | 2                  |            | 0          | 0          | 120    | 8      |
| Totale carriera    | Totale carriera    | Totale carriera    | 189        | 27         |                 | 15              | 6               |                    | 37                 | 3                  |            | 1          | 0          | 242    | 36     |

### Cronologia presenze e reti in nazionale
| Cronologia completa delle presenze e delle reti in nazionale ― Senegal | Cronologia completa delle presenze e delle reti in nazionale ― Senegal | Cronologia completa delle presenze e delle reti in nazionale ― Senegal | Cronologia completa delle presenze e delle reti in nazionale ― Senegal | Cronologia completa delle presenze e delle reti in nazionale ― Senegal | Cronologia completa delle presenze e delle reti in nazionale ― Senegal | Cronologia completa delle presenze e delle reti in nazionale ― Senegal | Cronologia completa delle presenze e delle reti in nazionale ― Senegal |
| Data                                                                   | Città                                                                  | In casa                                                                | Risultato                                                              | Ospiti                                                                 | Competizione                                                           | Reti                                                                   | Note                                                                   |
| ---------------------------------------------------------------------- | ---------------------------------------------------------------------- | ---------------------------------------------------------------------- | ---------------------------------------------------------------------- | ---------------------------------------------------------------------- | ---------------------------------------------------------------------- | ---------------------------------------------------------------------- | ---------------------------------------------------------------------- |
| 23-3-2019                                                              | Dakar                                                                  | Senegal                                                                | 2 – 0                                                                  | Madagascar                                                             | Qual. Coppa d'Africa 2019                                              | -                                                                      | 75’                                                                    |
| 26-3-2019                                                              | Dakar                                                                  | Senegal                                                                | 2 – 1                                                                  | Mali                                                                   | Amichevole                                                             | -                                                                      | 46’                                                                    |
| 16-6-2019                                                              | Ismailia                                                               | Senegal                                                                | 1 – 0                                                                  | Nigeria                                                                | Amichevole                                                             | -                                                                      | 70’                                                                    |
| 23-6-2019                                                              | Il Cairo                                                               | Senegal                                                                | 2 – 0                                                                  | Tanzania                                                               | Coppa d'Africa 2019 - 1º turno                                         | 1                                                                      |                                                                        |
| 1-7-2019                                                               | Il Cairo                                                               | Kenya                                                                  | 0 – 3                                                                  | Senegal                                                                | Coppa d'Africa 2019 - 1º turno                                         | -                                                                      | 80’                                                                    |
| 5-7-2019                                                               | Il Cairo                                                               | Uganda                                                                 | 0 – 1                                                                  | Senegal                                                                | Coppa d'Africa 2019 - Ottavi di finale                                 | -                                                                      | 69’                                                                    |
| 10-7-2019                                                              | Il Cairo                                                               | Senegal                                                                | 1 – 0                                                                  | Benin                                                                  | Coppa d'Africa 2019 - Quarti di finale                                 | -                                                                      | 89’                                                                    |
| 14-7-2019                                                              | Il Cairo                                                               | Senegal                                                                | 1 – 0 dts                                                              | Tunisia                                                                | Coppa d'Africa 2019 - Semifinale                                       | -                                                                      | 68’                                                                    |
| 19-7-2019                                                              | Il Cairo                                                               | Senegal                                                                | 0 – 1                                                                  | Algeria                                                                | Coppa d'Africa 2019 - Finale                                           | -                                                                      | 59’                                                                    |
| 10-10-2019                                                             | Singapore                                                              | Brasile                                                                | 1 – 1                                                                  | Senegal                                                                | Amichevole                                                             | -                                                                      |                                                                        |
| 13-11-2019                                                             | Thiès                                                                  | Senegal                                                                | 2 – 0                                                                  | Rep. del Congo                                                         | Qual. Coppa d'Africa 2021                                              | -                                                                      |                                                                        |
| 17-11-2019                                                             | Manzini                                                                | eSwatini                                                               | 1 – 4                                                                  | Senegal                                                                | Qual. Coppa d'Africa 2021                                              | -                                                                      |                                                                        |
| 9-10-2020                                                              | Rabat                                                                  | Marocco                                                                | 3 – 1                                                                  | Senegal                                                                | Amichevole                                                             | -                                                                      | 43’ 85’                                                                |
| 11-11-2020                                                             | Thiès                                                                  | Senegal                                                                | 2 – 0                                                                  | Guinea-Bissau                                                          | Qual. Coppa d'Africa 2021                                              | -                                                                      | 90+2’                                                                  |
| 15-11-2020                                                             | Bissau                                                                 | Guinea-Bissau                                                          | 0 – 1                                                                  | Senegal                                                                | Qual. Coppa d'Africa 2021                                              | -                                                                      |                                                                        |
| 26-3-2021                                                              | Brazzaville                                                            | Rep. del Congo                                                         | 0 – 0                                                                  | Senegal                                                                | Qual. Coppa d'Africa 2021                                              | -                                                                      |                                                                        |
| 30-3-2021                                                              | Dakar                                                                  | Senegal                                                                | 1 – 1                                                                  | eSwatini                                                               | Qual. Coppa d'Africa 2021                                              | -                                                                      |                                                                        |
| 5-6-2021                                                               | Dakar                                                                  | Senegal                                                                | 3 – 1                                                                  | Zambia                                                                 | Amichevole                                                             | 1                                                                      |                                                                        |
| 8-6-2021                                                               | Thiès                                                                  | Senegal                                                                | 2 – 0                                                                  | Capo Verde                                                             | Amichevole                                                             | -                                                                      |                                                                        |
| 7-9-2021                                                               | Brazzaville                                                            | Rep. del Congo                                                         | 1 – 3                                                                  | Senegal                                                                | Qual. Mondiali 2022                                                    | -                                                                      | 61’                                                                    |
| 9-10-2021                                                              | Thiès                                                                  | Senegal                                                                | 4 – 1                                                                  | Namibia                                                                | Qual. Mondiali 2022                                                    | -                                                                      | 50’                                                                    |
| 11-11-2021                                                             | Lomé                                                                   | Togo                                                                   | 1 – 1                                                                  | Senegal                                                                | Qual. Mondiali 2022                                                    | -                                                                      | 76’                                                                    |
| 14-11-2021                                                             | Thiès                                                                  | Senegal                                                                | 2 – 0                                                                  | Rep. del Congo                                                         | Qual. Mondiali 2022                                                    | -                                                                      |                                                                        |
| 24-9-2022                                                              | Orléans                                                                | Bolivia                                                                | 0 – 2                                                                  | Senegal                                                                | Amichevole                                                             | -                                                                      | 74’                                                                    |
| 27-9-2022                                                              | Maria Enzersdorf                                                       | Senegal                                                                | 1 – 1                                                                  | Iran                                                                   | Amichevole                                                             | -                                                                      | 76’                                                                    |
| 21-11-2022                                                             | Doha                                                                   | Senegal                                                                | 0 – 2                                                                  | Paesi Bassi                                                            | Mondiali 2022 - 1º turno                                               | -                                                                      | 74’                                                                    |
| 25-11-2022                                                             | Doha                                                                   | Qatar                                                                  | 1 – 3                                                                  | Senegal                                                                | Mondiali 2022 - 1º turno                                               | -                                                                      | 64’                                                                    |
| 4-12-2022                                                              | Al Khor                                                                | Inghilterra                                                            | 3 – 0                                                                  | Senegal                                                                | Mondiali 2022 - Ottavi di finale                                       | -                                                                      | 46’                                                                    |
| 24-3-2023                                                              | Diamniadio                                                             | Senegal                                                                | 5 – 1                                                                  | Mozambico                                                              | Qual. Coppa d'Africa 2023                                              | -                                                                      | 65’                                                                    |
| 28-3-2023                                                              | Maputo                                                                 | Mozambico                                                              | 0 – 1                                                                  | Senegal                                                                | Qual. Coppa d'Africa 2023                                              | -                                                                      | 85’                                                                    |
| 17-6-2023                                                              | Cotonou                                                                | Benin                                                                  | 1 – 1                                                                  | Senegal                                                                | Qual. Coppa d'Africa 2023                                              | -                                                                      | 87’                                                                    |
| 20-6-2023                                                              | Lisbona                                                                | Brasile                                                                | 2 – 4                                                                  | Senegal                                                                | Amichevole                                                             | -                                                                      | 83’ 89’                                                                |
| 12-9-2023                                                              | Dakar                                                                  | Senegal                                                                | 0 – 1                                                                  | Algeria                                                                | Amichevole                                                             | -                                                                      | 70’                                                                    |
| 16-10-2023                                                             | Lens                                                                   | Senegal                                                                | 1 – 0                                                                  | Camerun                                                                | Amichevole                                                             | -                                                                      |                                                                        |
| 18-11-2023                                                             | Diamniadio                                                             | Senegal                                                                | 4 – 0                                                                  | Sudan del Sud                                                          | Qual. Mondiali 2026                                                    | -                                                                      | 63’                                                                    |
| 21-11-2023                                                             | Lomé                                                                   | Togo                                                                   | 0 – 0                                                                  | Senegal                                                                | Qual. Mondiali 2026                                                    | -                                                                      |                                                                        |
| 8-1-2024                                                               | Diamniadio                                                             | Senegal                                                                | 1 – 0                                                                  | Niger                                                                  | Amichevole                                                             | -                                                                      | 61’                                                                    |
| 15-1-2024                                                              | Yamoussoukro                                                           | Senegal                                                                | 3 – 0                                                                  | Gambia                                                                 | Coppa d'Africa 2023 - 1º turno                                         | -                                                                      |                                                                        |
| 19-1-2024                                                              | Yamoussoukro                                                           | Senegal                                                                | 3 – 1                                                                  | Camerun                                                                | Coppa d'Africa 2023 - 1º turno                                         | -                                                                      |                                                                        |
| 23-1-2024                                                              | Yamoussoukro                                                           | Guinea                                                                 | 0 – 2                                                                  | Senegal                                                                | Coppa d'Africa 2023 - 1º turno                                         | -                                                                      | 66’                                                                    |
| 29-1-2024                                                              | Yamoussoukro                                                           | Senegal                                                                | 1 – 1 dts (4 - 5 dtr)                                                  | Costa d'Avorio                                                         | Coppa d'Africa 2023 - Ottavi di finale                                 | -                                                                      |                                                                        |
| 14-11-2024                                                             | Bamako                                                                 | Burkina Faso                                                           | 0 – 1                                                                  | Senegal                                                                | Qual. Coppa d'Africa 2025                                              | -                                                                      |                                                                        |
| 19-11-2024                                                             | Dakar                                                                  | Senegal                                                                | 2 – 0                                                                  | Burundi                                                                | Qual. Coppa d'Africa 2025                                              | -                                                                      |                                                                        |
| 22-3-2025                                                              | Bengasi                                                                | Sudan                                                                  | 0 – 0                                                                  | Senegal                                                                | Qual. Mondiali 2026                                                    | -                                                                      |                                                                        |
| 25-3-2025                                                              | Dakar                                                                  | Senegal                                                                | 2 – 0                                                                  | Togo                                                                   | Qual. Mondiali 2026                                                    | -                                                                      |                                                                        |
| 6-6-2025                                                               | Dublino                                                                | Irlanda                                                                | 1 – 1                                                                  | Senegal                                                                | Amichevole                                                             | -                                                                      | 63’                                                                    |
| 10-6-2025                                                              | West Bridgford                                                         | Inghilterra                                                            | 1 – 3                                                                  | Senegal                                                                | Amichevole                                                             | -                                                                      | 17’                                                                    |
| Totale                                                                 |                                                                        | Presenze                                                               | 48                                                                     |                                                                        | Reti                                                                   | 2                                                                      |                                                                        |

## Palmarès

### Club

#### Competizioni nazionali
- Campionato belga: 2

Club Bruges: 2017-2018, 2019-2020
- Supercoppa del Belgio: 1

Club Bruges: 2018

### Nazionale
- Torneo dell'UEMOA: 1

Togo 2016